# Графенегг
Графенегг (нем. Grafenegg) — торговая община (Marktgemeinde) в Австрии, в федеральной земле Нижняя Австрия.
Входит в состав округа Кремс (Ланд). Население —  около 3,1 тыс. человек. Занимает площадь 28,58 км². Официальный код — 31308.

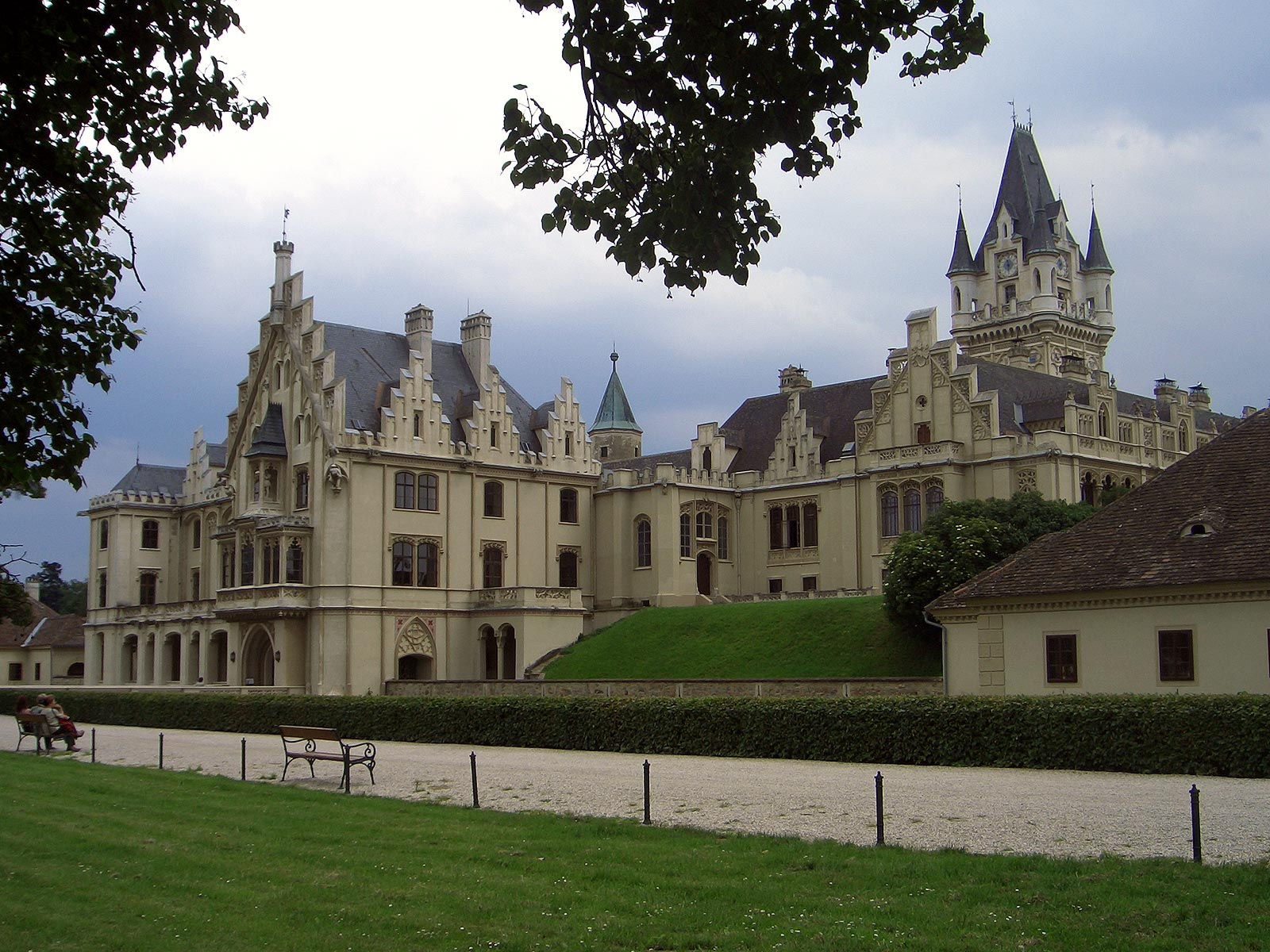
Замок

## История
Первоначально называлась Etsdorf-Haitzendorf, изменила своё название в 2003 году в честь замка Графенэгг (Schloss Grafenegg), принадлежавшего герцогу Ратибору, принцу крови дома Гогенлоэ.
Замок является главным памятником романтизма XIX века в Австрии, перестроен в 1840 году его владельцем, графом Августом Фердинандом Бройнером в стиле «исторического романтизма».
Граф Бройнер много путешествовал, побывав в Англии, был очень впечатлён местными замками и заказал архитектору Леопольду Эрнсту замок в английском стиле.
На территории замка проводится музыкальный фестиваль и находится сад скульптур.

## Музыкальный фестиваль Графенегг
Замок Графенегг получил статус международного культурного центра.
В 2007 и 2008 гг. были построены под открытым небом здание «Облако башня» (1750 мест) и концертный зал «Аудиториум» (1300 мест).
С лета 2007 года ежегодно проводится  Музыкальный фестиваль Графенегг под художественным руководством пианиста Рудольфа Бухбиндера.
Симфонический оркестр Нижней Австрии, под руководством главного дирижера из Колумбии Андреса Ороско-Эстрада является Фестивальным оркестром с приглашаемыми международными дирижёрами и солистами.
Гостями  фестиваля были Рене Флеминг, Валерий Гергиев, Кшиштоф Пендерецкий.

## Политика
Бургомистр коммуны — Антон Пфайфер (АНП) по результатам выборов 2005 года.
Совет представителей коммуны (нем. Gemeinderat) состоит из 21 места.
- АНП занимает 15 мест.
- СДПА занимает 6 мест.

## Известные жители
В Графенегге в 1926 году умерла австрийская художница Ольга Визингер-Флориан, представитель импрессионизма.